# Dietmar Burger
Dietmar „Didi“ Burger (* 19. Juli 1968) ist ein österreichischer Dartspieler.
Burger gewann 2004 die Austrian Open und 2005 sowie 2006 die Czech Open. 2007 gewann er die Finish Open und im selben Jahr wurde er wie 2008 Österreichischer Meister. 2008 war er für einige Zeit die Nummer 1 der German Darts Corporation.
Seine größten Erfolge waren das Erreichen der Vorrunden der PDC-Weltmeisterschaften 2011:und 2012.

## Weltmeisterschaftsresultate

### PDC
- 2011: Vorrunde (3:4-Niederlage gegen  Magnus Caris)
- 2012: Vorrunde (0:4-Niederlage gegen  Christian Perez)